# Vorbehalt des Gesetzes
Vorbehalt des Gesetzes bedeutet, dass (belastende) Hoheitsakte nur aufgrund einer gesetzlichen Rechtsgrundlage ergehen dürfen. Soweit ein Grundrecht durch Gesetz oder auf Grund eines Gesetzes eingeschränkt werden kann, muss das Gesetz allgemein und nicht nur für den Einzelfall gelten (Verbot des Einzelfallgesetzes, Art. 19 Abs. 1 Satz 1 GG).
Der Vorbehalt des Gesetzes geht über die Rechtsbindungswirkung der Rechtsstaatlichkeit hinaus, denn es geht darum, ob die Verwaltung in einer bisher ungeregelten Rechtsmaterie von sich aus tätig werden darf, oder abwarten muss, bis die Materie gesetzlich geregelt ist. Der Grundsatz des Vorbehaltes des Gesetzes wird zumeist aus Art. 20 Abs. 3 GG hergeleitet. Das Bundesverfassungsgericht hat zur Reichweite des parlamentarischen Vorbehaltes die Wesentlichkeitstheorie geschaffen.
Der Vorbehalt des Gesetzes ist nicht mit dem Gesetzesvorbehalt zu verwechseln.
Analoge Grundsätze gibt es im österreichischen und dem Schweizer Recht mit dem Legalitätsprinzip.

## Funktionen
Einer der wohl ältesten Vorbehalte stammt aus dem 19. Jahrhundert: Nulla poena sine lege – Keine Strafe ohne Gesetz. Zunächst stand die Fixierung und Verlässlichkeit solcher Regeln im Vordergrund (→ materieller Gesetzesbegriff) und dieser Rechtssatz wurde vielfach sprachlich und normativ erweitert und spezifiziert:
nulla poena sine lege scripta
Strafandrohung durch geschriebenes Gesetz
nulla poena sine lege praevia
gesetzliche Strafandrohung vor Begehung der Tat, Rückwirkungsverbot
nulla poena sine lege certa
Bestimmtheit des Strafgesetzes
nulla poena sine lege stricta
Verbot von Analogien über den Wortlaut des Gesetzes hinaus.
Der Vorbehalt des Gesetzes ist ein zentrales Instrument zur Sicherung von Grundrechten. Gerade die Idee von dauerhaften und besonders abgesicherten Rechtspositionen wie den Bürger- und Grundrechten kann funktional nur umgesetzt werden mit einem solchen Vorbehalt. Dies betrifft sowohl die Modifizierung von Grundrechten als auch die Regelung zulässiger Eingriffe in diese Rechtspositionen und ihre Rechtfertigung.
In der modernen Gesetzgebung ist der Vorbehalt auch auf den formellen Gesetzesbegriff erweitert und bewirkt in einer komplexen Staatsorganisation vielfältige Effekte:
funktionale Kompetenzzuweisung
Durch das Prinzip der Gewaltenteilung kann nur der Gesetzgeber bestimmte Fragen regeln, die Exekutive und die Justiz werden zu bloßen Rechtsanwendern ohne weitere materielle Kompetenz. In einer Demokratie bedeutet Vorbehalt des Gesetzes zugleich Parlamentsvorbehalt.
Demokratieprinzip
Nur das Volk kann die Reichweite von Grundrechten bestimmen, die Obrigkeit ist davon ausgeschlossen.
Kodifizierung in der Verfassung
Einmal in den Verfassungstext aufgenommen, wird die Dauerhaftigkeit von Grundrechtspositionen erhöht, da nur der Verfassungsgesetzgeber mit qualifizierten Mehrheiten weitere Änderungen vornehmen kann.
Kopplung mit dem Rechtsstaatsprinzip
In einer Demokratie ist jede Frage der demokratischen Mehrheitsentscheidung zugänglich und so kann eine Gruppe essenzielle Positionen verlieren, wenn andere sich darüber einigen. Diese Macht wird beschränkt durch die Bindung an bestimmte, ihrerseits unveränderliche Prinzipien.
Mit dem Vorbehalt des Gesetzes darf nicht das Prinzip des Vorrangs des Gesetzes verwechselt werden: Der Vorrang des Gesetzes regelt nicht, wann ein Gesetz erforderlich ist, sondern bestimmt nur, dass ein bestehendes Gesetz anderen Normen wie Verordnungen, Satzungen, Verwaltungsvorschriften sowie weiteren Regelungen wie Erlass, Verwaltungsakt, Beschluss, Urteil vorgeht und Exekutive bzw. Justiz bindet. Vorbehalt und Vorrang des Gesetzes bilden den Grundsatz der Gesetzmäßigkeit von Verwaltung und Justiz.

## Entwicklung in Deutschland – Wesentlichkeitsgrundsatz
In Deutschland ist der Vorbehalt durch die Rechtsprechung des Bundesverfassungsgerichtes um einen weiteren Aspekt erweitert worden: Die Gefahr für den Bürger geht im sozialen Rechtsstaat weniger von einer Verwaltung aus, die in seine Rechte eingreift (→ status negativus). Mehr als den Polizisten, der ihn grundlos in Gewahrsam nimmt, fürchtet er, nicht die staatlichen Leistungen zu erhalten, deren er bedarf wie Arbeitslosengeld, Rente, BAFöG, Kindergeld o. ä., generell also um seine Leistungsrechte (→ status positivus). Dies sichern aber die klassischen Gesetzesvorbehalte gegen Eingriffe nicht. Es stellte sich also die Frage, ob es ausreichend ist, dass nur die Eingriffsverwaltung einer gesetzlichen Grundlage bedarf.
Der Verfassungskonvent auf Herrenchiemsee hatte ursprünglich geplant, „Im Hinblick auf die Erfahrungen der jüngsten Vergangenheit […] an den Anfang des Abschnitts über die Gesetzgebung einen ausführlichen Vorbehalt des Gesetzes zu stellen. Der erste Artikel dieses Abschnitts beginnt daher mit den Worten: ‚Jede Ausübung der Staatsgewalt bedarf der Grundlage im Gesetz‘.“ Entgegen diesem ersten Entwurf enthält das Grundgesetz aber keinen ausdrücklichen Vorbehalt des Gesetzes. Nicht durchgesetzt hat sich deshalb die Ansicht, die für alles Handeln der Leistungsverwaltung eine Gesetzesgrundlage fordert (Totalvorbehalt).
Das Verfassungsgericht geht vielmehr mit dem Wesentlichkeitsgrundsatz einen Mittelweg. Der Vorbehalt des Gesetzes umfasst demnach nicht nur die herkömmlichen Vorbehalte, sondern darüber hinaus müssten alle wesentlichen Fragen vom Gesetzgeber selbst geregelt werden:

„Als entscheidender Fortschritt dieser Rechtsauffassung ist es anzusehen, daß der Vorbehalt des Gesetzes von seiner Bindung an überholte Formeln (Eingriff in Freiheit und Eigentum) gelöst und von seiner demokratisch-rechtsstaatlichen Funktion her auf ein neues Fundament gestellt wird, auf dem aufbauend Umfang und Reichweite dieses Rechtsinstituts neu bestimmt werden können. […] Im grundrechtsrelevanten Bereich bedeutet somit ‚wesentlich‘ in der Regel ‚wesentlich für die Verwirklichung der Grundrechte‘.“

Diese Konzeption findet Vorläufer bereits in der rechtswissenschaftlichen Literatur des 19. Jahrhunderts. Obgleich sie einer gewissen Unbestimmtheit nicht entbehrt ("Wesentlich ist, was das Gericht dafür hält"), ist sie heute herrschend und wird in der Praxis nicht mehr in Frage gestellt. Der Vorbehalt des Gesetzes erschöpft sich damit nicht in der Forderung nach einer gesetzlichen Grundlage für Grundrechtseingriffe (Gesetzesvorbehalt), sondern verlangt darüber hinaus, dass alle wesentlichen Fragen vom Parlament selbst entschieden und nicht anderen Normgebern überlassen werden. Daraus ergibt sich ein Verbot, in diesen Fragen die Rechtsetzung an andere Organe zu delegieren. Auf diese Weise soll in funktionaler Hinsicht sichergestellt werden, dass derartige Regelungen aus einem Verfahren hervorgehen, das sich durch Transparenz auszeichnet, die Beteiligung der parlamentarischen Opposition gewährleistet und auch den Betroffenen und dem Publikum Gelegenheit bietet, ihre Auffassungen zu bilden und zu vertreten.
Als wesentlich sind dabei Regelungen zu verstehen, die für die Verwirklichung von Grundrechten erhebliche Bedeutung haben.

## Abgrenzung zum Gesetzesvorbehalt
Der Vorbehalt des Gesetzes ist nicht deckungsgleich mit dem Gesetzesvorbehalt. Gesetzesvorbehalt ist eine Technik zur materiellen Einschränkung von Grundrechten durch eine gesetzliche Klausel, die zugleich die Ermächtigungsgrundlage für den einfachen Gesetzgeber ist, Eingriffstatbestände selbst zu regeln, ohne dass etwa eine Verfassungsänderung notwendig ist. Dies kann in allgemeiner Form erfolgen:

„In diese Rechte darf … eingegriffen werden.“

Oder in qualifizierter Form:

„Dieses Recht darf … nur für die Fälle eingeschränkt werden, in denen eine ausreichende Lebensgrundlage nicht vorhanden ist und der Allgemeinheit daraus besondere Lasten entstehen würden oder in denen es zur Abwehr einer drohenden Gefahr für den Bestand oder die freiheitliche demokratische Grundordnung des Bundes oder eines Landes, zur Bekämpfung von Seuchengefahr, Naturkatastrophen oder besonders schweren Unglücksfällen, zum Schutze der Jugend vor Verwahrlosung oder um strafbaren Handlungen vorzubeugen, erforderlich ist.“

## Anwendbarkeit auf die Judikative
Auf die dritte Gewalt findet der Vorbehalt des Gesetzes keine Anwendung, denn er ist auf das Verhältnis von Gesetzgebung und Verwaltung zugeschnitten. Die Rechtsprechung folgt dagegen einer eigenen, genuin juristischen Logik. Gerichte können daher auch dort wesentliche Entscheidungen treffen, wo eine parlamentsgesetzliche Grundlage nicht vorhanden ist.